# مونتيبولسيانو
مونتيبولسيانو، (بالإنجليزية: Montepulciano)‏، (الإيطالية:ˌmontepulˈtʃaːno)، هي مدينة تلة من القرون الوسطى وعصر النهضة، ومدينة في مقاطعة سيينا الإيطالية في جنوب توسكانا. يقع على ارتفاع 605 متر (1985 قدم) من الحجر الجيري، 13 كم (8 ميل) شرق بينزا، و 70 كم (43 ميل) جنوب شرق سيينا، و 124 كم (77 ميل) جنوب شرق فلورنسا، و 186 كم (116 ميل) شمال روما بالسيارة.

## السكان
في سنة 1861 بلغ عدد السكان 12٬683 نسمة، وتطور العدد ليصل في سنة 2011 لـ 14٬237 نسمة.
يظهر هذا المخطط البياني تطور النمو السكاني لـ مونتيبولسيانو

## أعلام
- بييرلويجي كابيلوزو
- أنجلو بوليزيانو